# Braunsapis kaliago
Braunsapis kaliago là một loài Hymenoptera trong họ Apidae. Loài này được Reyes & Sakagami mô tả khoa học năm 1990.